# 尼尔·古尔利
尼尔·古尔利（英語：Neil Gourley，1995年2月7日—），生于苏格兰格拉斯哥，英国男子田径运动员，主攻1500米，大学时曾加入弗吉尼亚理工大学霍奇队，2018年世界杯田径赛男子1500米铜牌得主、2023年欧洲室内田径锦标赛男子1500米银牌得主、2025年世界室内田径锦标赛男子1500米银牌得主。